# Washburn (Illinois)
Washburn és una població dels Estats Units a l'estat d'Illinois. Segons el cens del 2000 tenia 1.147 habitants.

## Demografia
Segons el cens del 2000, Washburn tenia 1.147 habitants, 436 habitatges, i 309 famílies. La densitat de població era de 606,7 habitants/km².
Dels 436 habitatges en un 34,2% hi vivien nens de menys de 18 anys, en un 60,8% hi vivien parelles casades, en un 6,4% dones solteres, i en un 28,9% no eren unitats familiars. En el 25,2% dels habitatges hi vivien persones soles el 13,5% de les quals corresponia a persones de 65 anys o més que vivien soles. El nombre mitjà de persones vivint en cada habitatge era de 2,63 i el nombre mitjà de persones que vivien en cada família era de 3,16.
Per edats la població es repartia de la següent manera: un 27,7% tenia menys de 18 anys, un 10% entre 18 i 24, un 28,4% entre 25 i 44, un 18,3% de 45 a 60 i un 15,5% 65 anys o més.
L'edat mediana era de 35 anys. Per cada 100 dones de 18 o més anys hi havia 94,1 homes.
La renda mediana per habitatge era de 44.167 $ i la renda mediana per família de 50.385 $. Els homes tenien una renda mediana de 35.096 $ mentre que les dones 22.188 $. La renda per capita de la població era de 17.619 $. Aproximadament el 4,8% de les famílies i el 8,4% de la població estaven per davall del llindar de pobresa.

## Poblacions més properes
El següent diagrama mostra les poblacions més properes.